# Builders FirstSource
Builders FirstSource ist ein US-amerikanischer Baustoffhersteller und -händler mit Sitz in Dallas. Das Unternehmen wurde 1998 mit Unterstützung der Private-Equity-Gesellschaft JLL Partners gegründet. Nach ABC Supply (mit L&W Supply) ist es der größte Baustofflieferant in den USA.
Builders FirstSource hat insgesamt 399 Standorte und produziert sämtliche für den Hausbau nötige Produkte (Holzbalken, Dachstühle, Spanplatten, Türen, Fenster, Treppen, Ständerwände und Gipsplatten etc.).
2015 wurde die Firma ProBuild aus Denver übernommen.